# فارس عباد
فارس عبد ربه محمد عباد قارئ يمني من مواليد 11 أبريل 1980. هو أحد القراء اليمنيين  تخرج من حلقات التحفيظ بمسجد بلال بن رباح بشارع هائل بمدينة صنعاء، ويرى المعجبون به أنه الأفضل من بين قرّاء القرآن الكريم حيث يعتبرونه صاحب صوت شجي وندي، وهو إمام مشارك في جامع الشاب عبد الله بن بدر السويدان بمنطقة الدوحة في المنطقة الشرقية من المملكة العربية السعودية. تتم إذاعة قراءاته للقرآن الكريم على قناة المجد للقرآن الكريم وشدى بصوته قصيدة نونية القحطاني أبياتها 686 بيت.

## سيرته
يقول الشيخ: حفظت المصحف منذ صغري عندما كنت أدرس في  مدارس التحفيظ في عدة مساجد عندما يأتينا الشيخ ونسمع له ويأتي لنا شيخ آخر ليكمل معنا التسميع، حتى افتتح مركز آخر في الجمهورية اليمنية في جامع بلال بن رباح وفي عدة مساجد من قبل الجمعية الخيرية لتحفيظ القرآن الكريم. افتتحت حلقات نموذجية ودرست في أحد هذه الحلقات التي كان أول من دَرّس فيها الشيخ فضل عبد الله مراد، وبدأنا بالحفظ الجاد وختمنا المصحف. بعدها صليت بالناس اماما في صلاة التراويح عام 1994 في جامع بلال بن رباح، وكانت هذه بدايتي لمدة 7 سنوات. وسجلت المصحف كاملا في اليمن وأخذت حقوقه تسجيلات القادسية بالدمام الذي لهم الفضل الكبير في نشر قرائتي، وكذلك قناة المجد التي نشرته على نطاق أوسع، وكذلك الإذاعات لها دور في نشر الصوت. ثم طلبت إلى المملكة العربية السعودية لأصلي بالناس اماما في جامع علي بن أبي طالب في عام 2006 م في الظهران , وسجلت بعض الأشرطة الأخرى كالرقية الشرعية ونونية القحطاني والآن سجلت مقدمة ابن القيم «وصف الجنة» وإن شاء الله نحن في طور تسجيل بعض التسجيلات التي تفيد الناس.
سجلت الختمة القرآنية الكاملة ورقية المس ورقية السحر وأذكار طرفي النهار والآن سيتم إصدار حصن المسلم بطريقة مختلفة محببة إلى الكثير من الناس. لدي شيء معين يدور في ذهني ولكني ابحث عن شاعر متمكن أضع له تلك الفكرة لتأليف متن معين – لا أريد ذكره – وسوف اخرج هذا الشريط المميز، وهذا ليس من باب النشيد وأنا لا أقول في الإنشاد شيئاً، لكني أنا أقول عن المتون العلمية هذا الذي أقصده. ويعمل الشيخ فارس عباد حاليا قارئًا في قناة المجد للقرآن الكريم.

## روابط خارجية
- صفحة القارئ فارس عباد على موقع تي في قرآن